# Volo Air Serbia 324
Il volo Air Serbia 324 era un volo di linea che collegava Belgrado e Düsseldorf, operato da Marathon Airlines per conto di Air Serbia.
Il 18 febbraio 2024, l'Embraer 195 che operava il volo, durante la corsa di decollo dall'aeroporto di Belgrado in Serbia, finisce fuori pista colpendo vari equipaggiamenti aeroportuali. Il velivolo riesce infine a prendere quota, e dopo aver volato in circuito d'attesa intorno all'aeroporto riesce ad atterrare in sicurezza ma gravemente danneggiato, tanto da dover essere successivamente demolito.
Tutte le 111 persone a bordo dell'aereo sono rimaste illese.

## L'aereo
L'aereo coinvolto è un Embraer 195 del 2008, marche OY-GDC e numero di serie 19000204, consegnato inizialmente alla compagnia Flybe nell'agosto 2008, passò a Marathon Airlines nel settembre 2023. Era spinto da due motori General Electric CF34.

## L'incidente
Il volo 324 doveva decollare da Belgrado per un volo di 2 ore e 10 minuti fino a Düsseldorf. Tuttavia, durante la sua corsa di decollo, l'aereo ha oltrepassato il termine della pista (escursione fuori pista) e ha colpito più luci di avvicinamento all'aeroporto nonché il sistema di atterraggio strumentale prima di decollare. L'aereo ha subito gravi danni alla fusoliera, alla radice dell'ala sinistra e allo stabilizzatore sinistro, quindi è rientrato a Belgrado ed è atterrato in sicurezza senza ulteriori incidenti, senza feriti tra i 111 occupanti.

## Le indagini
Secondo il rapporto preliminare del Centro serbo per le indagini sugli incidenti nei trasporti, non ci sono stati problemi meccanici all'aereo o ai motori. Il rapporto indica che il controllo del traffico aereo ha istruito l'equipaggio a procedere verso l'intersezione della via di rullaggio D6 con la pista 30L per il decollo dalla pista 30L, ma questi è uscito all'intersezione D5. Il controllore avvertì i piloti del fatto e li informò che la lunghezza della pista disponibile dall'uscita D5 era di 1 273 metri (4 177 piedi), chiedendo loro se ritenessero opportuno di tornare indietro all'intersezione D6.
I piloti, dopo aver eseguito alcuni calcoli, risposero che l'aereo poteva ugualmente decollare dal punto D5, così hanno ricevuto l'autorizzazione al decollo. Quando l'aereo in accelerazione superò i 100 nodi (185 km/h), si resero conto che la pista non aveva lunghezza rimanente sufficiente per permettere il decollo, ma decisero di non interrompere la procedura. Di conseguenza, l'aereo ha oltrepassato il termine della pista e colpito le luci di avvicinamento alla pista 12R e le antenne per il sistema di atterraggio strumentale dell'aeroporto.

## Conseguenze
Dopo l'incidente Air Serbia cessa la sua collaborazione con Marathon Airlines e decide di demolire l'aereo danneggiato.